# Slea Head

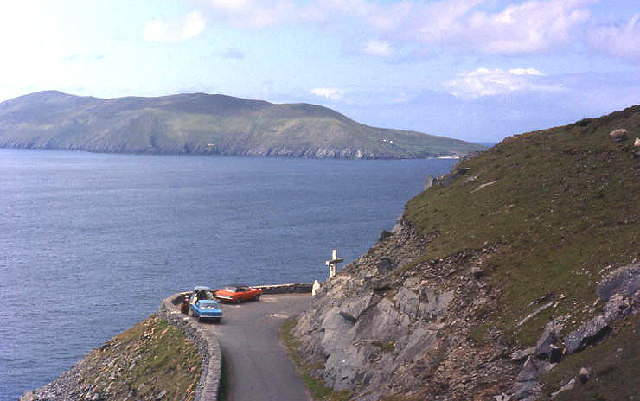
Slea Head, dahinter die Insel Great Blasket.

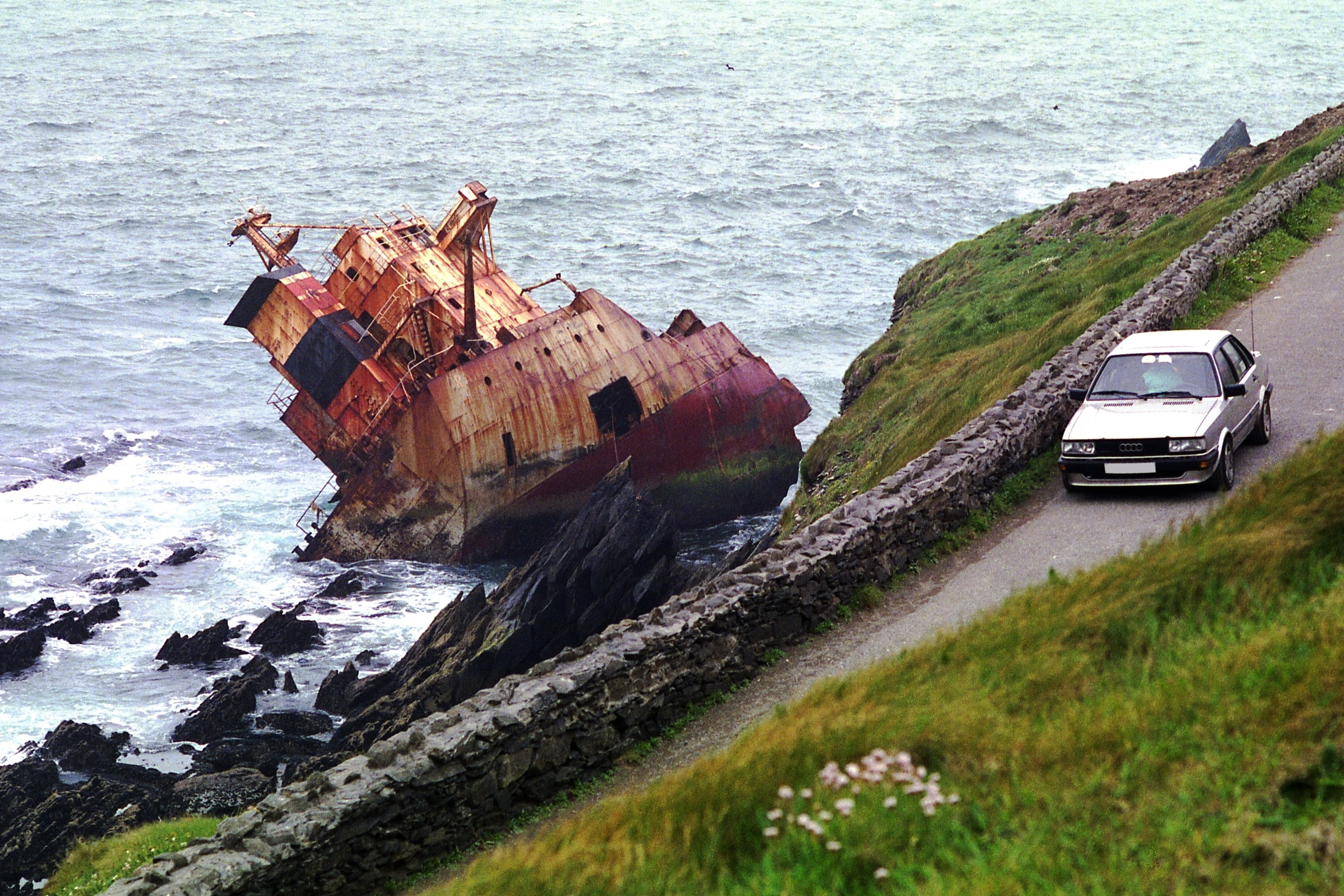
Das Wrack der Ranga im Jahr 1986.

Slea Head (irisch: Ceann Sléibhe, dt. ‚Bergspitze‘) ist eine Landzunge im westlichsten Gaeltacht-Teil der Dingle-Halbinsel im Südwesten der Grafschaft Kerry in Irland. Der markante Punkt gehört zur Provinz Munster und liegt am Slea Head Drive (Landstraße R559), einem ca. 47 km langen Rundweg auf der Halbinsel. Die nächsten Dörfer sind Baile Ícín (Ballyickeen) und Com Dhíneol (Coumeenoole).
Ein weißes Kruzifix mit der Abbildung von Jesus Christus und der Mutter Maria markiert einen Aussichtspunkt, der einen weiten Ausblick auf die Dingle Bay bis hin zu den Blasket-Inseln bietet.
Am 11. März 1982 verunglückte aufgrund eines Motorschadens in einem Sturm am nahegelegenen Dunmore Head das gerade fertiggestellte spanische Containerschiff Ranga auf seiner Jungfernfahrt von Vigo auf dem Weg nach Reykjavík und strandete an der felsigen Küste. Reste des langsam zerfallenden Wracks waren noch jahrelang zu sehen.